# Podallea madegassica
Podallea madegassica is een insect uit de familie van de Berothidae, die tot de orde netvleugeligen (Neuroptera) behoort. 
Podallea madegassica is voor het eerst wetenschappelijk beschreven door U. Aspöck & H. Aspöck in 1996.